# بشرى الطويل
بشرى جمال محمد الطويل (وُلدت في 25 أبريل 1993 في البيرة) صحفية فلسطينية وأسيرة فلسطينية مُحررة من سجون الاحتلال الإسرائيلي.

## حياتها الشخصية
وُلدت بشرى الطويل في مدينة البيرة وسط الضفة الغربية، وتلقت تعليمها المدرسي فيها. حصلت على درجة الدبلوم في الصحافة والإعلام من الكلية العصرية الجامعية في مدينة رام الله عام 2013. عملت الطويل مع شبكة أنين القيد الفلسطينية المُختصة في شؤون الأسرى والمعتقلين وحقوقهم وكانت ناطقة إعلامية باسمها.
يُعد والدها جمال الطويل عضوًا بارزًا في حركة المقاومة الإسلامية (حماس) في محافظة رام الله والبيرة، حيث كان رئيسًا لبلدية مدينة البيرة بين عامي 2006 و2012.
أمضى والدها ما مجموعه 14 عامًا في الأسر على فترات عديدة، ووالدتها نحو العام بين فبراير 2010 وفبراير 2011.

## الاعتقال
اعتقلت بشرى للمرة الأولى عندما كان عمرها 18 عامًا في 6 يوليو 2011، وحُكم عليها بالسجن لمدة 16 شهرًا، أمضت منها 5 شهور وخرجت بعد إتمام صفقة تبادل الأسرى (وفاء الأحرار–شاليط) نهاية عام 2011. في 2 يوليو 2014، أعاد الاحتلال الإسرائيلي اعتقالها لتستكمل ما تبقى من حكمها حتى خرجت في 17 مايو 2015. لاحقًا في 1 نوفمبر 2017، أُعيد اعتقالها وأُصدر بحقها أمرٌ بالاعتقال الإداري استمر ثمان شهور.
اعتقلت في 11 ديسمبر 2019، وصدر بحقها أمر اعتقال إداري لمدة 4 شهور، جُدد مرة أخرى في مارس 2020 لمدة 4 شهور، ثم أمرت محكمة إسرائيلية بالإفراج عنها في 28 يوليو 2020.
حوالي الساعة 11 من مساء 8 نوفمبر 2020، اعتقلها الاحتلال الإسرائيلي على حاجز طيار قُرب مستوطنة يتسهار جنوب محافظة نابلس. وصدر بحقها أمر اعتقال إداري لمدة 4 شهور. ومُدد مرة أخرى حتى أُفرج عنها في 5 أكتوبر 2021.
في 21 مارس 2022 اعتقلت جنوب نابلس. ولاحقًا أُفرج عنها في 11 ديسمبر 2022.
اعتقلت في 27 أكتوبر 2023، ونتيجة لاتفاق وقف إطلاق النار بين المقاومة الفلسطينية وإسرائيل الذي بدأ في 19 يناير 2025، أُفرج عنها ضمن المرحلة الأولى من صفقة تبادل الأسرى في ساعات فجر يوم 20 يناير 2025.